# Église Saint-Germain de Rouy
L'église Saint-Germain de Rouy est une église catholique située à Rouy, en France.

## Localisation
L'église est située dans le département français de la Nièvre et la région Bourgogne-Franche-Comté, sur la commune de Rouy, au centre du bourg en bordure de la route départementale.

## Historique
L'église est construite au XIIe siècle (vraisemblablement à partir de 1112), en remplacement d'une église préexistante qui était le siège d'un prieuré bénédictin dépendant de l'abbaye de Cluny. Cette église primitive aurait été érigée au VIe siècle par Saint-Germain de Paris et dédiée à Saint Germain d'Auxerre.
En 1714, à cause de la foudre, un incendie se déclare sur l'édifice, occasionnant, dans les décennies suivantes des restaurations discutables,.

## Protection
L'église Saint-Germain de Rouy est classée au titre des monuments historiques par arrêté du 12 novembre 1884.

## Architecture
Le clocher consiste en une tour carrée élevée sur deux étages, ornée d'arcades et colonnettes et surmontée d'un toit pyramidal. Les quatre faces du clocher sont percées de deux doubles baies. En 1865, une inscription était gravée sur le mur nord du clocher : « Le 24 septembre par Jean Grasset et Jean Baptiste Perraut l’an 1112 ».
Coté sud, un portail à double vantail, surmonté d'un tympan simple, permet d'entrer dans l'église.
Le plan de l'église, de style roman bourguignon, suivant la forme de croix latine, présente une nef unique à trois travées, accompagnée de bas-côtés, supportée par des piliers carrés à pilastres et des grandes arcades brisées, typiques du « bâti clunisien ». L'abside, entourée de deux absidioles, comprend à l'intérieur une rangée d'arcatures aveugles.

## Mobilier
La tour-clocher abrite trois cloches, dont la plus grosse, initialement fondue en 1580 est classée à titre objet des monuments historiques en 1943.
Au XVe siècle, une fresque était présente sur la voûte de l'abside, dont il ne reste plus aujourd'hui qu'un fragment représentant un Christ en majesté. Le chœur est fermé par une grille de communion en fer forgé daté du XVIIIe siècle, inscrit à titre objet en 1973. D'autres éléments mobiliers sont également protégés à titre objet des monuments historiques : un tableau de Saint Germain du XVIIe siècle, les fonts baptismaux du XVIe siècle et un bénitier en marbre du XVIIIe siècle.

## Galerie

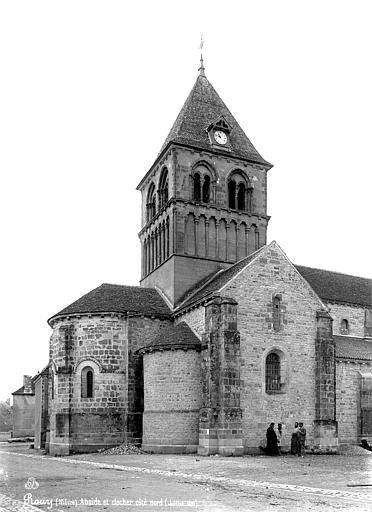
L’extérieur de l'église en 1891
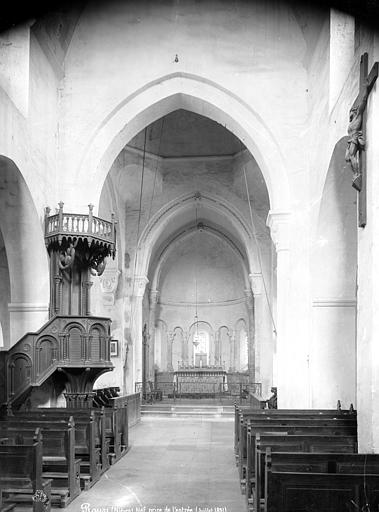
Vue intérieure en 1891
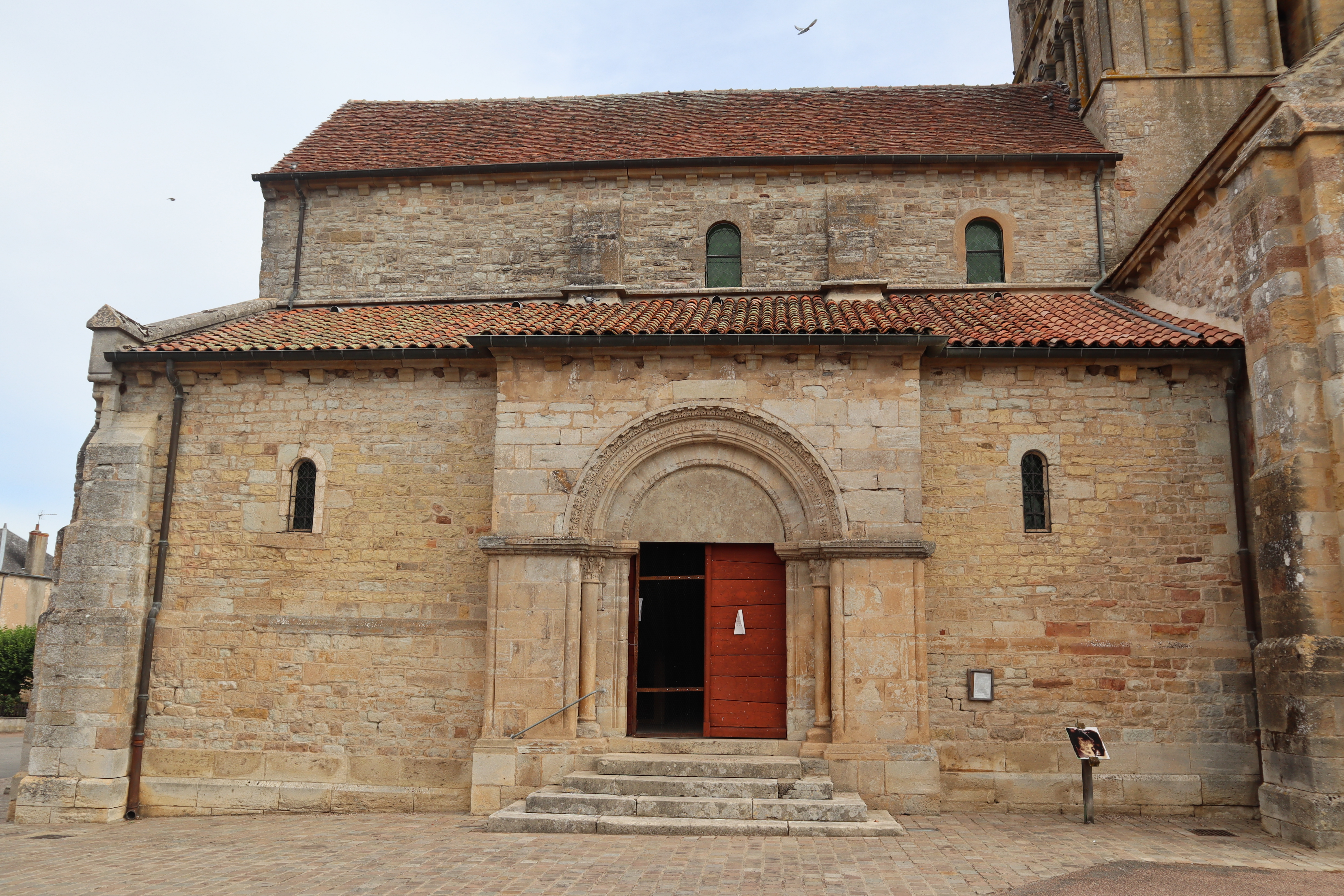
Portail d'entrée
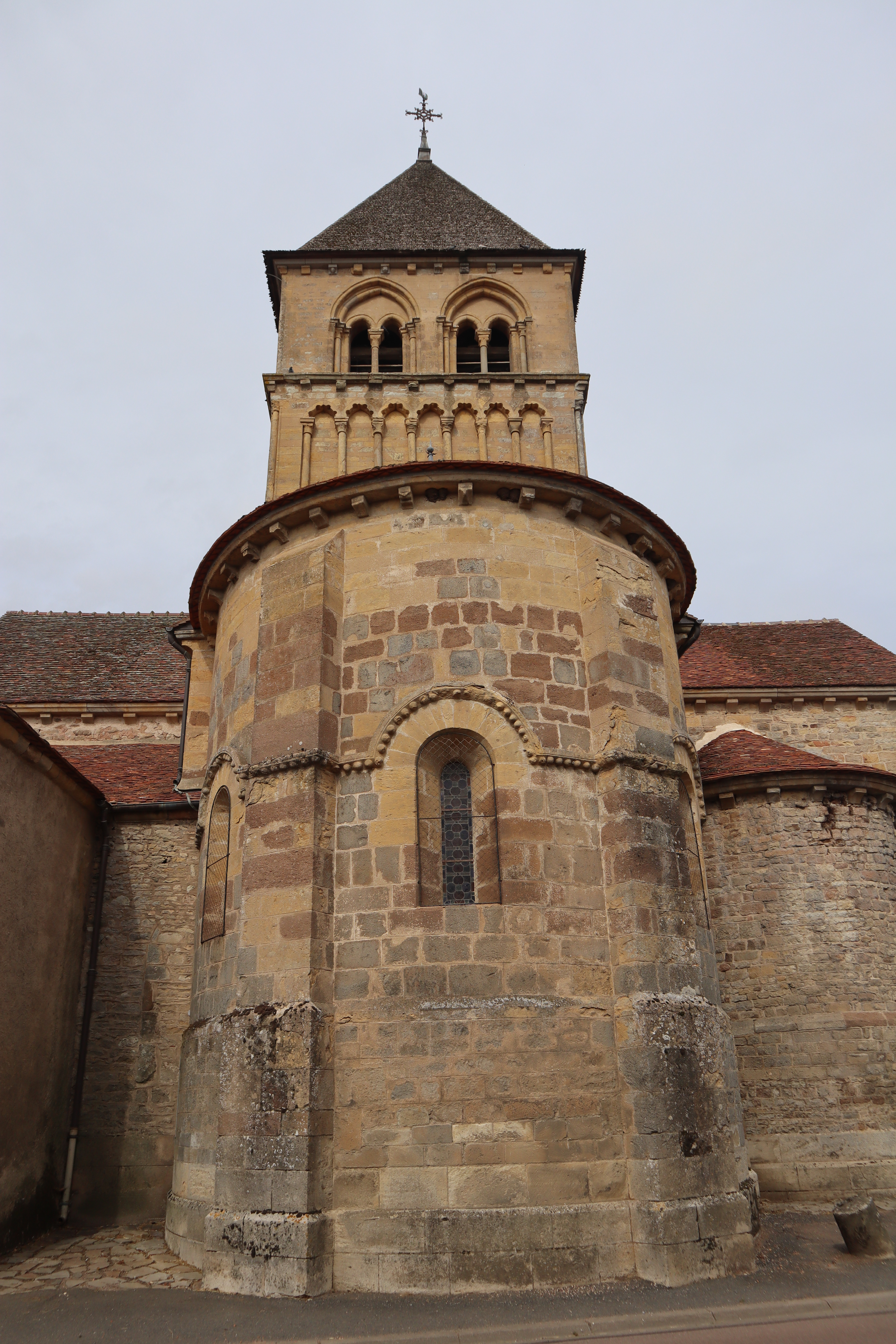
Chevet de l'église